# Mike Fisher
Michael Jeffry Fisher, detto Mike (Hollywood, 13 marzo 1943), è un ex pilota automobilistico statunitense.
Ha partecipato a due gran premi di Formula 1 nel 1967, entrambi alla guida di una Lotus 33  privata.
Il debutto è datato 27 agosto 1967 quando il pilota statunitense si classifica con il 17º tempo per il 7 Gran Premio del Canada sul circuito di Mosport Park; in corsa si ritirerà al giro 81 di 90. Il 22 ottobre, Fisher partecipa al 6 Gran Premio del Messico, qualificandosi con il 18º tempo e ritirandosi prima della fine del primo giro.